# Ramphotyphlops multilineatus
Espèce
Synonymes
- Typhlops multilineatus Schlegel, 1839
- Typhlops bibroni Jan in Jan & Sordelli, 1864

Ramphotyphlops multilineatus est une espèce de serpents de la famille des Typhlopidae.

## Répartition
Cette espèce se rencontre :
- en Nouvelle-Guinée ;
- en Indonésie sur les îles Kai et sur l'île de Salawati.

## Publication originale
- Schlegel, 1839 : Abbildungen neuer oder unvollständig bekannter Amphibien, nach der Natur oder dem Leben entworfen und mit einem erläuternden Texte begleitet. Arne and Co., Düsseldorf, p. 1-141 (texte intégral).